# Incendi del Pont de Vilomara de 2022
L'incendi del Pont de Vilomara de 2022 va ser un incendi forestal que es va originar al migdia de diumenge 17 de juliol, al terme municipal del Pont de Vilomara i Rocafort (Bages). El cos d'emergències en va rebre l'avís a les 13.04 hores. A les 20.45 del mateix dia havia cremat unes 1.232 hectàrees, 194 de les quals pertanyien al Parc Natural de Sant Llorenç del Munt i l'Obac. Els Bombers de la Generalitat van anunciar inicialment que l'incendi tenia un potencial d’entre 1.000 i 1.500 hectàrees, i hi van destinar 121 dotacions. Al vespre del mateix dia, van ampliar l'estimació fins a les 6.000 hectàrees.

## Context
El Pont de Vilomara ja va patir un incendi el 1985, que llavors va cremar més de 1.800 hectàrees del terme municipal.
A mitjans de juliol de 2022 va començar una onada de calor que va afectar gran part d'Europa occidental i el Regne Unit, i va establir temperatures màximes a tota la regió. L'augment de les temperatures va provocar una sèrie d'incendis forestals a tot Europa, i les altes temperatures van provocar centenars de morts a Espanya i Portugal. El Regne Unit va emetre el seu primer avís de temperatura de nivell "vermell" i diverses ciutats van ser evacuades a Portugal i França. Els climatòlegs van relacionar la calor extrema amb l'impacte del canvi climàtic, i els experts van predir episodis més freqüents d'onades de calor extremes a Europa a conseqüència del canvi climàtic.
Es tracta doncs d'unes condicions molt favorables a la propagació d'un incendi: temperatures molt altes, humitat molt baixa, del 15%, i un vent de marinada, que va empènyer el foc cap al nord, on hi havia una extensió de bosc abundant.

## Desenvolupament
Els Bombers de la Generalitat van rebre l'avís, a les 13.04 h, en un incendi forestal declarat al municipi de Pont de Vilomara i Rocafort (Bages). L’incendi va començar a la zona de la Vallhonesta, un nucli de població de Sant Vicenç de Castellet. S'hi van desplaçar 76 dotacions de Bombers de la Generalitat, 13 de les quals aèries.
Es tracta d’un incendi en una àmplia zona forestal, amb força continuïtat de vegetació, i en una de les zones més afectades per la sequera de tot Catalunya. L’incendi va avançar empès pel vent de sud, en direcció a la Serra del Bitó. L'incendi va culminar la serra dels Ermitanets. L’extensió que es podria veure afectada és d’entre 1.000 i 1.500 hectàrees.
Durant les hores immediates a rebre l'avís, els treballs es van centrar en aturar, des de la cua de l’incendi, la carrera dels flancs dret i esquerre. Pel que fa a aquest darrer, es van preocupar per una possible obertura en direcció al nucli de Pont de Vilomara. El cap va avançar amb potència i va projectar focus secundaris. A la cua i flanc dret, s'hi treballà també amb maquinària pesada. Es van efectuar maniobres de foc tècnic per crear zones negres on l’incendi es veiés esmorteït.
A la zona hi ha nombroses urbanitzacions i disseminats. Segons va informar Protecció civil, a causa de la proximitat del foc i el fum de l’incendi, es va demanar el confinament del municipi del Pont de Vilomara i de la urbanització River Park, així com el desallotjament del disseminat de Can Riera.
A dos quarts de cinc de la tarda es van començar a evacuar zones del municipi del Pont de Vilomara més properes al foc i també la urbanització Les Brucardes, del municipi de Sant Fruitós de Bages.
A més, Bombers va emplaçar vehicles per si fos necessari defensar les urbanitzacions de Marquet Paradís i River Park. El municipi del Pont de Vilomara va activar el seu pla d’emergències municipal, va evacuar la piscina municipal per a que els bombers poguessin agafar aigua i va habilitar una sala polivalent, per si fos necessària. Per part dels Bombrers de la Generalitat, als efectius terrestres d’extinció s'hi van sumar els esforços del Grup d’Actuacions Forestals (GRAF), el Grup Operatiu de Suport (GROS), els Equip de Prevenció Activa Forestal (EPAF) i mitjans aeris (MAER). Així a la zona també van actuar Agrupació de Defensa Forestal (ADF), Protecció Civil, Creu Roja i diversos cossos de seguretat i sanitaris.
A les 17 hores van informar que la superfície afectada ja superava les 400 hectàrees, i que l'incendi havia arribat al Parc Natural de Sant Llorenç del Munt i l'Obac, espai que es trobava dins l'àrea de tancament d'accessos definida per la Generalitat dies abans davant de l'elevat risc d'incendi durant l'onada de calor.
Poc abans de les 18h l'Ajuntament de Navarcles també va demanar a la població que es confinés a casa. A les 19h, Protecció civil va fer un nou comunicat on informava dels municipis afectats, mencionant El Pont de Vilomara i Rocafort, Sant Vicenç de Castellet, Sant Fruitós de Bages, Castellbell i el Vilar i Navarcles.
L'inspector en cap dels Bombers, David Borrell de la Generalitat va comparèixer davant dels mitjans de comunicació juntament amb el Conseller d'Interior Joan Ignasi Elena i van informar que ja haurien cremat unes 1.200 hectàrees, i que el potencial de l'incendi podria arribar a arrasar 6.000 hectàrees, degut a la situació climàtològica i al fort vent a la zona. També van anunciar que es preveia que a partir de les 20h la situació climatològica milloraria, que no hi havia danys personals, tot i que va confirmar que el foc havia arribat a algunes cases de la localitat del Pont de Vilomara.

### Trànsit
L'incendi va afectar la circulació i es van tallar diverses carreteres, la BV-1124, la BV-1125, la BV-1129 i els accessos a la C-55 de la zona. Més tard també es va tancar la C-16 en totes dues direccions a Manresa.

### Afectació
Al llarg del dia els Agents Rurals van anar informant de l'evolució de la superfície afectada.
| Dia/hora           | hectàrees | Font   |
| ------------------ | --------- | ------ |
| 17 de juliol 13:49 | 10        | [ 15 ] |
| 17 de juliol 14:10 | 20        | [ 15 ] |
| 17 de juliol 14:45 | 49        | [ 16 ] |
| 17 de juliol 15:30 | 95        | [ 17 ] |
| 17 de juliol 17:00 | 440       | [ 18 ] |
| 17 de juliol 19:25 | 977       | [ 19 ] |
| 17 de juliol 20:45 | 1.232,61  | [ 20 ] |
| 18 de juliol 9:30  | 1.614,64  | [ 21 ] |
| 18 de juliol 12:00 | 1.656,94  | [ 22 ] |
| 18 de juliol 16:00 | 1.743,11  | [ 23 ] |